# اسپاردا (ساتراپی هخامنشی)
اسپاردا (به پارسی باستان: 𐎿𐎱𐎼𐎭 Sparda)، یا لیدی، یکی از ساتراپی‌های هخامنشی، براساس سنگ‌نوشته داریوش یکم در نقش رستم است. پایتخت آن شهر سارد بود و حدود آن با قلمرو پادشاهی لیدی مطابقت دارد.

## فتح لیدی
در سال ۵۴۷ پ.م.، کرزوس، پادشاه لیدی، شهر پتریا در کاپادوکیه را محاصره و تصرف کرد و ساکنان آن را به بردگی گرفت. کوروش بزرگ، با ارتش خود علیه لیدی لشکرکشی کرد. نبرد پتریا به نتیجه نرسید و لیدیه‌ای‌ها مجبور شدند به پایتخت خود سارد عقب‌نشینی کنند. چند ماه بعد کوروش و کرزوس در نبرد تیمبرا با هم ملاقات کردند. کوروش پیروز شد و تا سال ۵۴۶ پ.م. شهر سارد را نیز تصرف کرد.

## نخستین ساتراپ‌ها
کوروش بزرگ پس‌از فتح لیدی تابالوس را به‌عنوان ساتراپ لیدی گمارد. حکومت او به‌دلیل شورش‌های فراوان پایدار نبود، این شورش ها به دست مازارس و هارپاگ خاموش گشتند.